# Cessna 340
Cessna 340  - C340 je ameriško šest sedežno visoko zmogljivo nizkokrilno batno dvomotorno športno letalo kabinskega razreda, s kabino pod tlakom. Cessna se je zelo potrudila pri zasnovi, C340 velja za vrhunec tehnologije batnih letal, križari preko 200 vozlov na višini 20 000 ft. C340 nudi možnost za letenje nad slabim vremenom brez uporabe kisikovih mask. Veliko letal je opremljenih z anti-ice in de-ice opremo za letenje v pogojih zaledenitve in vremenskim radarjem. C340 je najlažje in naj ugodnejše letalo s tako dobrimi karakteristikami in kabino pod tlakom. Letalo uporablja Avgas 100LL. Pri optimalni višini leta 20 000 ft je tlak kabine 8 000 ft.    
Serijska proizvodnja se je pričela leta 1972, močnejšo različico C340A so predstavili leta 1976 z 310 BHP TSIO-520-NB. C340 je razvita kot serija udobnih potovalno športnih letal, ki je zapolnila vrzel med lahkimi dvomotornimi batnimi šest sedežnimi letali brez kabine pod tlakom: Cessna 310, Piper PA-23 Aztec, Piper PA-30 Twin Comanche, Piper PA-34 Seneca, Beechcraft BE-58 Baron in dražjimi lahkimi batnimi letali pod tlakom: Cessna 414 Chancellor, Cessna 421 Golden Eagle, Piper PA-31 Navajo, Piper PA-60 Aerostar, Aero Commander 680FP, Beechcraft BE-60 Duke, Beechcraft BE-88 Queen Air. Tipični uporabniki letala C340 prihajajo iz enomotornih batnih kompleksnih letal: Cessna 210, Rockwell Commander 114, Beechcraft Bonanza, Piper PA-24 Comanche, Piper PA-46 Malibu Mirage. Veliko letal koristijo lastniki za športno, zasebno in poslovno uporabo.    
Cessna 340 je bila uspešna in je ostala v proizvodnji do leta 1984 s 1287 zgrajenimi primerki, kar je izjemno velika številka za dvomotorno letalo.     
Prodajna cena v Nemčiji je leta 1976 z opremo za instrumentalno letenje znašala 681.000 DEM. Cena rabljenega letala je v 1980ih znašala okvirno faktor 2.8 krat več kot Cessna P210. Do konca leta 2015 je bilo v Nemčiji skupno registriranih 129 letal Cessna 340 (34 letal C340 in 95 letal C340A). V ZDA je bilo leta 2020 registriranih 600 letal.

## Karakteristike
Cessna 340 ima veliko klimatizirano notranjost kabine, do katere se elegantno dostopa po zračnih stopnicah, namesto da bi se za vstop preplezalo čez krilo, kupci so bili navdušeni nad letalom te velikosti s kabino pod tlakom in prehodom med sedeži, prodaja lahkih dvomotornih letal je močno narastla, ko je bila predstavljena je hitro postala najbolje prodajano šest sedežno letalo na svetu z batnim motorji, ki ima kabino pod tlakom. V kabini se udobno peljejo štirje potniki v klubski konfiguraciji sedežev. Cessna 340 kljub kratkemu proizvodnemu obdobju 12 let ostaja zelo priljubljeno dvomotorno letalo. Po mnenju mnogih predstavlja najboljše klasično letalo v svoji kategoriji, zato se veliko lastnikov raje odloči letala kompletno obnavljat, kot pa da bi jih zamenjali za novejša. Zaradi hitrosti, udobne kabine, razumne cene in različnih prostorov za prtljago je idealno letalo za potnike.   
C340 se ne pristaja kot Cessna 310, hitrost v finalu se stabilizira na 120 z izvlečenimi zakrilci in spuščenim pristajalnim podvozjem, nato se leti normalno horizontalno in nad pragom pristajalne steze odvzamemo moč čisto nazaj. Letalo pristane samo na glavna kolesa brez dvignjenega nosu.    
Glavni prodajni atributi C340 so bili njena prostornina, preprostost za letenje, deicing boot-i za letenje v pogojih znane zaledenitve in prisilno polnjeni motorji, ki lahko razvijejo svoj polni potencial na višini zaradi kabine pod tlakom, zadnje verzije držijo moč motorjev do višine 20000 ft (6100 m). Servisna višina letala je 30 000 ft za primerjavo najboljša batna potniška letala Convair CV-240, Douglas DC-6B in Lockheed Super Constellation so dosegla servisno višino 16 000 - 25 000 ft, celo najmodernejši turbopropelerski letali ATR 72 in Bombardier Dash 8 dosežeta 25 000 - 27 000 ft. Za letenje C340 nad 22 000 ft do servisne višine je potrebna uporaba kisika, saj je tlak v kabini na servisni višini samo še okoli 14 500 ft. Najhitrejša višina za C340 je FL200.

## Razvoj
Večmotorna presurizirana batna letala so bila zelo moderna na vrhuncu splošnega letalstva v poznih 70-ih, ponudbe modelov novih letal je bilo veliko, trg je ponujal deset različnih tipov istočasno. Ta razred batnih letal je zelo dodelan, izpopolnjen in sodoben v vseh detajlih. Cessna je izdelovala štiri različne tipe batnih presuriziranih dvomotornih letal: C340, C402 Businessliner, C414 Chancellor, C421 Golden Eagle; po dva tipa presuriziran letal sta izdelovala Beechcraft: BE60 Duke, BE88 Queen Air in Aero Commander: AC50 Shrike, AC68 Grand; Piper: PA31 Chieftain in Ted Smith Piper Aerostar: PA60 Aerostar sta ponudila vsak po en tip. V letih 1984 do 1986 je trg presahnil med drugim zaradi spremenjene zavarovalniške zakonodaje v ZDA, na trgu ni bilo niti enega modela več. Neglede nato pa takšna letala še danes veljajo za tehnološko zelo dovršena in prekašajo mlajša letala, ki šele prihajajo na trg. Mlajša letala res sicer zahtevajo mnogo skormnejše predznanje in obvladovanje sistemov: zmes, korak, hlajenje, delo z turbo polnilniki, presurizacija, a ne nudijo takšnih zmogljivosti in užitka ob letenju teh klasičnih visoko kakovostnih letal. 
Razvoj C340 se je pričel leta 1969, prvo letalo pa je bilo dobavljeno leta 1971. Zgodnji modeli imajo dva Continental TSIO-520-K turbomotorja s po 285 KM. Izkazalo se je, da je bila nekoliko podhranjena, zato so naslednico – C340A – opremili z močnejšimi motorji. Od leta 1976 so motorje nadgradili na zmogljivejše motorje Continental TSIO-520-NB s 310 KM. Ta različica je znana kot C340A in vsebuje tudi manjše propelerje s premerom 75,5 palcev za zmanjšanje hrupa.

Kritiki so zapisali:
| “     | Cessna je v C340 vložila veliko truda in rezultati so vidni tako v kabini letala kot zunaj nje. | ” |
| —AOPA |                                                                                                 |   |

| “ | Cessna C340A je dvignila prag uporabe batnega dvomotornega letala v udobnosti, hitrosti in zmogljivostih do nivoja večmotornih turbopropelerskih letal. | ” |

| “                       | Cessna C340 je eno izmed najboljših letal splošnega letalstva. | ” |
| —International Aviation |                                                                |   |

| “ | Cessna C340 je razlog zakaj se linijski piloti z veseljem usedejo v batno letalo med svojimi prostimi dnevi. | ” |

| “                          | Razlog, da je Cessna 340 najboljši nakup, je da ponujajo več kot dovolj za manj kot preveč denarja. Cessna je opravila kompetentno delo na prvotni zasnovi. Tip se je izkazal za preizkušen nakup. | ” |
| —Cessna Owner Organization | |   |

| “                | Kupci so bili navdušeni nad letalom te velikosti s kabino pod tlakom. Kot najbolj priljubljena serija 340 je model 340A. | ” |
| —Aviator Insider | |   |

Leta 1978 so zaradi ocenjenih raziskav trga pričeli razvijat ceneno različico letala brez kabine pod tlakom imenovali so jo Cessna C335.
Cessna 335 - C335 je opravila prvi let 5. decembra 1978, prvo serijsko letalo je poletelo 1979.  C335 je bila tržena kot cenena različica brez pritiska, ki jo poganjajo motorji Continental TSIO-520-EB s 300 BHP. Cessna C335 ni bila tržni uspeh, saj so jih izdelali le 64 in proizvodnjo prekinili leta 1980 zaradi pomankanja interesa, njena glavna pomanjkljivost je bila, da je na nizkih višinah bila počasna za višje pa je bilo potrebno nositi maske, kar je oteževalo delo pilotov in ni ustrezalo potnikom.

## Moduli letala

### Konstrukcija letala
Cessna C340 je hibrid manjšega šolskega letala Cessna 310 od katerega ima višinski in smerni rep in večjega težjega letala Cessna 414 od katerega ima krila, zakrilca, krilca in podvozje. Cessna 340 ima konvencionalen profil krila, zaradi česa je predvidljiva za letenje (v primerjavi z laminarnim profilom).

### Motorji
Motorji na letalu: Continental TSIO-520-NB volumna 8510 ccm vsak, imajo indirekten vbrizg goriva v sesalni vod in so prisilno polnjeni z turbopolnilnikom in vgrajenim intercoolerjem. Turbopolnilniki so tipa AirResearch in z višino držijo konstantno polnjenje koletorja motorja, vgrajen je tudi overboost ventil, ki odzrači višek tlaka. Bled air (zrak iz turbo kompresorja) se koristi tudi za potrebe oskrbe kabine s tlakom na večjih višinah. Eden motor lahko zagotavlja kabino pod tlakom pri nominalni moči minimalno 60%. Motorji TSIO-520-NB imajo nazivno moč 310 BHP neomejeno dolgo časa pri 38 InHg polnjenja in 2700 RPM obratih ter pretoku goriva 32 GPH. Kritična višina motorjev znaša 20.000 ft (6.100 m) nad to višino začne padati moč, ker kompresorji ne dajejo več dovolj zraka tlačnemu kolektorju za polnjenje.

### Potniška kabina
Potniška kabina je namenjeni štirim osebam, na voljo so individualni sedeži z nastavljivimi nasloni. V kabino se vstopi skozi zadnja leva vrata. Prtljažni prostor v nosu trupa ima nosilnost 159 kg, dva prtljažna prostora sta v krilih za 54 kg in eden v zadnjem delu kabine za 154 kg. Cessna C340 ima opcijski pisoar v prtljažnem prostoru. Kabina je široka 55 palcev (1,397 m) in visoka 51 palcev (1,295 m), velja za zasnovo z najbolj prostorno kabino 6 sedežnega batnega letala.

### Rezervoarji letala
Gorivo je shranjeno v sistemu od dveh do šestih rezervoarjev odvisno od individualnega letala. Dva sta glavna vizualno vpadljiva krilna rezervoarja (ang. Tip tanks) v konici krila 50 USG uporabnega goriva vsak, dva tanka sta pomožna opcijska tanka 31.5 USG uporabnega goriva vsak (ang. Auxulary tanks) in dva opcijska tanka v gondoli motorjev 20 USG uporabnega goriva vsak (ang. Wing-locker tank). Lahko so inštalirani 2,4,5 ali 6 rezervoarjev na letalu. Skupna uporabna prostornina vseh šestih rezervoarjev je 203 USGAL (768 litrov, celotna pa 783 litrov), letalo uporablja letalsko gorivo Avgas 100LL. Specifika letala je da vrača višek goriva iz injektorskih motorjev v glavne tip tanke 50 USGal, ki jih je potrebno koristit prvih 90 minut, drugače gre višek goriva v odmet, preko odduškov rezervarja.

## Variante
335
Cenena verzija letala 340 brez kabine pod tlakom z motorji Continental TSIO-520-EB s po 300 KM (225 kW). Certificirana 2. oktobra 1979 in leta 1980 prekinjena proizvodnja - pomankanje interesa, 65 zgrajenih. C335 velja za neuspelo verzijo, saj se ni obnesla zaradi pomankanja kabine pod tlakom.
340
Šest sedežno letalo s kabino pod diferencialnim tlakom 3.8 PSI, ki zagotavlja višino kabine 9200 ft na 20 000 ft višine letenja. Dva motorja Continental TSIO-520-K s po 285 KM (214 kW) pri 33 InHg z nazivno oz. kritično višino 16 000 ft in servisno višino 26 500 ft. Z enim delujočim motorjem ima servisno višino 12 100 ft.  Certificirana 15. oktobra 1971, 350 proizvedenih. 
Konverzija: Riley Super 340
Konverzija letala Cessna 340 iz leta 1972–1975 z vgradnjo dveh motorjev Continental TSIO-520-J/-N s 310 KM. Znan tudi kot R340 Super.
Konverzija: Riley Rocket 340
Konverzija letala Cessna 340 iz leta 1972-1975 z vgradnjo dveh motorjev Lycoming TIO-540-R s 340 KM (254 kW). Znana tudi kot R340L.
340A
340 z močnejšimi motorji dva Continental TSIO-520-NB s po 310 KM (233 kW) pri 38 InHg z nazivno oz. kritično višino 20 000 ft. 340A je 15 vozlov hitrejša od svoje predhodnice. Letalo s kabino pod diferencialnim tlakom 4.2 PSI, ki zagotavlja višino kabine 8000 ft na 20 000 ft višine letenja. Nad 23 500 ft je obvezna uporaba kisika do servisne višine 30 000 ft. Z enim delujočim motorjem ima servisno višino 15 800 ft. C340A je za 12 dB tišja v kabini od C340 in ima klimatsko napravo, ki je 25% močnejša. Neodvisni sistem za indikacijo nizkega nivoja goriva in pilotske kisikove maske ki so vedno priklopljene. Certificirana 19. novembra 1975, 948 proizvedenih.
Cessna 340A II
Cessna 340A opremljena z kompletnimi inštrumenti za IFR letenje, dvoosnim avtopilotom , priklopom za zunanje napajanje, električnim trimerjem, taxi in pristajalnimi lučmi, utripajočo rdečo lučjo proti trčenju (ang. Anti-collision light), povečan možen volumen rezervoarjev za 238 litrov, odvodniki za statično razelektritev.
Cessna 340A III
Cessna 340A II opremljena z obsežnejšo opremo za instrumentalno letenje in dodatno avioniko, vremenskim radarjem, blažilnikom nihanja avtopilota, dodatnim ročnim gasilnim aparatom, alternatorjem s 100 A namesto 50  A. C340A III velja za najboljšo originalno certificirano varianto letala C340.
Konverzije motorjev: RAM Aircraft
Podjetje RAM so leta 1976 ustanovili mehaniki in inženirji s poudarkom na izboljševanju letal Twin Cessna. Začetek remontov motorjev serije Continental 520, ki so poganjali dvomotorne cessne je bila ciljna skupina. To je privedlo do desetletja dolgega razvoja izpopolnjevanja serije motorjev Continental 520/550 in letal Cessna, Beechcraft in Cirrus, ki jih poganjajo, kar je povzročilo na stotine STC-jev in delov PMA, zasnovanih za RAM. Večina teh komponent je certificiranih izključno za trg ZDA oz. po FAA certifikatih in v Evropi niso popularni. Podjetje se nahaja na Waco Regional Airport ICAO:KACT. Letala, ki se predelujejo na motorje RAM se uporabljajo predvsem z izjemno kratkih stez. Podjetje dela tudi normalne remonte serijskih motorjev TSIO-520 skladno z tovarniškimi predpisi Continental Motors.
- RAM Series IV 325 hp
- RAM Series VI 335 hp
- RAM Series VII 335 hp

## Posodobitve
Glede na to, da je bilo letalo zasnovano v 1970ih s takrat razpoložljivo avioniko, se danes z STC-ji (certificiranimi naknadno vgrajenimi moduli) izvaja retrofiting in se letala opremlja s sodobnejšo avioniko. Med tipičnimi posodobitvami so:
- Garmin GTN750 s satelitsko RNAV navigacijo z možnostjo uporabe PBN (naslednik predhodnika G530W),
- Garmin GWX™ 75 vremenski radar,
- Garmin GI-106B CDI VOR/LOC/GPS analogni indikator,
- Garmin G5 PFD in HSI (manjši zaslon),
- Garmin G3X (večji zaslon),
- Garmin GFC600 avtopilot s funkcijo letenja po proceduri na osnovi GNSS, VOR ali ILS,
- Garmin GTX345 ADS-B In/Out S-mode transponder za ADS-B in sprejemanjem ter oddajanjem informacije o drugem prometu kot neke vrste TCAS,
- Garmin GMA345 avdio paneli z vgrajenim interkomom možnost povezave bluetooth,

Zaradi možnosti retrofitinga ob dobrem vzdrževanju trupa, strojnih in električnih sistemov ima C340 prihodnost uporabe do leta 2050, podobno kot KC-135, U-2, Tu-95, An-12, A300, DC-8 in B-52 kjer so uporabili iste pristope retrofitiranja in jim podaljšali operativno rabo. Specialnost letala C-340 je da praktično nima konkurence v razredu dvomotornih šest sedežnih batnih letal pod tlakom in bo zaradi svoje specifike ter nenadomestljivosti še dolgo ostala v uporabi.

## Kulturni vpliv
Cessna 340 nastopa v številnih filmih: 
- Dangerous Knowledge epizoda 1 1976,
- The Stuff 1985,
- Always 1989,
- Guns 1990,
- Black Sheep 1996,
- The Kid 2000,
- Te wu mi cheng 2001,
- City Lights epizoda 6 2007,
- 2012 (film) 2009,
- Survival 2013

## Uporabniki

### Civilni uporabniki
Letalo je priljubljeno pri zasebnikih, podjetjih in malih letalskih čarterskih podjetjih, uporablja se tudi za dela v zraku: sondiranje, slikanje in snemanje ter za meteorološke dejavnosti modifikacije vremena in umerjanje radio navigacijskih sredstev.
 ZDA
- NASA - raziskave smoga 1972-78
- Cube Hydro Partners LLC
- Weather Modification Incorporated
- North American Weather Consultants NAWC

 Kanada
- Weather Modification Inc

 Nemčija
- Aerodata Flight Inspection AG

 Indija
- Srishti Aviation, cloud seeding

 Malezija
- Johor Water Regulatory Body Bakaj

 Združeno kraljestvo
- Pavilion Aviation Ltd

## Tehnične specifikacije (Cessna 340A)
Podatki iz Pilot's Operating Handbook
Splošne karakteristike
- Posadka: 1 pilot
- Število sedežev: 2 pilotska sedeža in 4 potniški
- Dolžina: 10,46 m (34 ft 4 in)
- Razpon kril: 11,61 m (38 ft 1 in)
- Višina: 3,84 m (12 ft 7 in
- Rezervoarji: 163 do 203 USGal AVGAS 100LL (617 do 768 litrov)
- Površina kril: 17,1 m2 (184 sq ft)
- Aeroprofil: NACA 23018 (koren krila) NACA 23015 (konica krila)
- Teža praznega letala: 3,921 lb (1779 kg)
- Maks. vzletna teža: 5990 lb (2717 kg)
- Pogon letala: 2 ×  McCauley Full Feathering 76.5 Continental TSIO-520-NB, 310 BHP (230 kW) neomejeno časa 38InHg 2700RPM vsak
- Maks. teža za voženje: 6.025 lb (2.733 kg)
- Maks. pristajalna teža: 5.990 lb (2.720 kg)
- Maks. teža brez goriva MZFW: 5.630 lb (2.550 kg)

 Zmogljivost 
- Neprekoračljiva hitrost: 234 vozlov IAS
- Maks. hitrost: 244 vozlov TAS FL200  (452km/h) 100%
- Potovalna hitrost: 140-230 vozlov TAS
- Hitrost porušitve vzgona: 82 vozlov (152 km/h)
- Doseg: 1,405 NM (2,602 km )
- Višina leta: 30 000 ft (15 800 ft SE) (9150 m (4800 m SE))
- Hitrost vzpenjanja: 1,650 ft/min (315 ft/min SE) (8,4 m/s (1,6 m/s SE))
- Poraba goriva: 21GPH (80lit/h) pri 45%, 26 GPH (98lit/h) pri 55%, 30 GPH (114lit/h) pri 65%
- Maks. obremenitev krila: 33 lb/ft² (158 kg/m²)
- Vzletna razdalja do 15 m: asfalt ISA MSL: 1620 ft (494 m)
- Pristajalna razdalja iz 15 m: asfalt ISA MSL: 1870 ft (570 m)
- Pospeševalno-ustavitvena razdalja pri 91 vozlih: asfalt ISA MSL: 3000 ft (915 m)
- Vzletna razdalja do 15 m z odpovedjo motorja: asfalt ISA MSL: 3900 ft (1200 m)
- Minimum Control Speed Air Vmca: 85 vozlov
- Hitrost najboljšega kota vzpenjanja Vx: 86-88 vozlov
- Hitrost rotacije Vr: 91 vozlov
- Najboljša hitrost vzpenjanja z obema motorjema Vy: 110 vozlov
- Najboljša hitrost vzpenjanja z enim motorjem Vyse: 100 vozlov
- Hitrost rutnega vzpenjanja: 140 vozlov
- Max hitrost v turbolentnem ozračju: 155 vozlov
- Strukturalna hitrost križarjenja: 200 vozlov
- Max hitrost zakrilc: 160,140 vozlov
- Max hitrost premikanja koles: 140 vozlov
- Pristajalna hitrost: 120 vozlov
- Max diferecialni tlak: 4.2 PSI (290 hpa) višina kabine 8000 ft na FL200